# 小行星5454
小行星5454（5454 Kojiki）是一颗主带小行星，由香西洋樹和古川麒一郎在1977年3月12日于木曽観測所发现。
該小行星以日本古书《古事记》命名。